# La Carlota
La Carlota é um município da Espanha na província de Córdova, comunidade autónoma da Andaluzia. Tem 78,97 km² de área e em 2021 tinha 14 228 habitantes (densidade: 180,2 hab./km²).

## Demografia
| Variação demográfica do município entre 1991 e 2004 | Variação demográfica do município entre 1991 e 2004 | Variação demográfica do município entre 1991 e 2004 | Variação demográfica do município entre 1991 e 2004 |
| --------------------------------------------------- | --------------------------------------------------- | --------------------------------------------------- | --------------------------------------------------- |
| 1991                                                | 1996                                                | 2001                                                | 2004                                                |
| 8982                                                | 10023                                               | 10756                                               | 11203                                               |